# Kabinet-Goria
Het kabinet–Goria was de Italiaanse regering van 28 juli 1987 tot 13 april 1988. Het kabinet werd gevormd door de politieke partijen DC, PSI, PRI, PLI en PSDI na de parlementsverkiezingen van 1987 met Giovanni Goria van de Democrazia Cristiana (DC) als premier.

## Kabinet–Goria (1987–1988)
| Ambtsbekleder             | Ambtsbekleder            | Ambtsbekleder                        | Functie                                  | Ambtstermijn    | Ambtstermijn    | Partij |
| ------------------------- | ------------------------ | ------------------------------------ | ---------------------------------------- | --------------- | --------------- | ------ |
|                           | Giovanni Goria           | Giovanni Goria (1943–1994)           | Premier                                  | 28 juli 1987    | 13 april 1988   | DC     |
| Minister voor Zuid-Italië | Giovanni Goria           | Giovanni Goria (1943–1994)           |                                          | 28 juli 1987    | 13 april 1988   | DC     |
|                           | Giuliano Amato           | Giuliano Amato (1938)                | Vicepremier                              | 28 juli 1987    | 13 april 1988   | PSI    |
| Minister van de Schatkist | Giuliano Amato           | Giuliano Amato (1938)                | 23 juli 1989                             | 28 juli 1987    |                 | PSI    |
|                           | Emilio Rubbi             | Emilio Rubbi (1930–2005)             | Secretaris- generaal                     | 28 juli 1987    | 13 april 1988   | DC     |
|                           | Amintore Fanfani         | Amintore Fanfani (1908–1999)         | Minister van Binnenlandse Zaken          | 28 juli 1987    | 13 april 1988   | DC     |
|                           | Giulio Andreotti         | Giulio Andreotti (1919–2013)         | Minister van Buitenlandse Zaken          | 4 augustus 1983 | 22 juli 1989    | DC     |
|                           | Antonio Gava             | Antonio Gava (1930–2008)             | Minister van Financiën                   | 28 juli 1987    | 13 april 1988   | DC     |
|                           | Emilio Colombo           | Emilio Colombo (1920–2013)           | Minister van het Budget                  | 28 juli 1987    | 13 april 1988   | DC     |
|                           | Giuliano Vassalli        | Giuliano Vassalli (1915–2009)        | Minister van Justitie                    | 28 juli 1987    | 1 februari 1991 | PSI    |
|                           | Adolfo Battaglia         | Adolfo Battaglia (1930)              | Minister van Economische Zaken           | 28 juli 1987    | 11 april 1991   | PRI    |
|                           | Valerio Zanone           | Valerio Zanone (1936–2016)           | Minister van Defensie                    | 28 juli 1987    | 22 juli 1989    | PLI    |
|                           | Carlo Donat-Cattin       | Carlo Donat- Cattin (1919–1991)      | Minister van Volksgezondheid             | 1 augustus 1986 | 22 juli 1989    | DC     |
|                           | Rino Formica             | Rino Formica (1927)                  | Minister van Arbeid en Sociale Zaken     | 28 juli 1987    | 22 juli 1989    | PSI    |
|                           | Giovanni Galloni         | Giovanni Galloni (1927–2018)         | Minister van Onderwijs                   | 29 juli 1987    | 22 juli 1989    | DC     |
|                           | Calogero Mannino         | Calogero Mannino (1939)              | Minister van Transport                   | 28 juli 1987    | 13 april 1988   | DC     |
|                           | Emilio De Rose           | Emilio De Rose (1939–2018)           | Minister van Infrastructuur              | 28 juli 1987    | 13 april 1988   | PSDI   |
|                           | Filippo Maria Pandolfi   | Filippo Maria Pandolfi (1927)        | Minister van Landbouw                    | 4 augustus 1983 | 13 april 1988   | DC     |
|                           | Giorgio Ruffolo          | Giorgio Ruffolo (1926–2023)          | Minister van Milieu                      | 28 juli 1987    | 28 juni 1992    | PSI    |
|                           | Carlo Vizzini            | Carlo Vizzini (1947)                 | Minister van Cultuur                     | 28 juli 1987    | 13 april 1988   | PSDI   |
|                           | Oscar Mammì              | Oscar Mammì (1926–2017)              | Minister van Communicatie                | 28 juli 1987    | 11 april 1991   | PRI    |
|                           | Franco Carraro           | Franco Carraro (1939)                | Minister van Toerisme                    | 28 juli 1987    | 22 juli 1989    | PSI    |
|                           | Sergio Mattarella        | Sergio Mattarella (1941)             | Minister voor Parlementaire Betrekkingen | 28 juli 1987    | 22 juli 1989    | DC     |
|                           | Giorgio Santuz           | Giorgio Santuz (1936)                | Minister voor Publieke Diensten          | 28 juli 1987    | 13 april 1988   | DC     |
|                           | Renato Ruggiero          | Renato Ruggiero (1930–2013)          | Minister voor Buitenlandse Handel        | 28 juli 1987    | 11 april 1991   | PSDI   |
|                           | Antonio Mario La Pergola | Antonio Mario La Pergola (1931–2007) | Minister voor Europese Zaken             | 28 juli 1987    | 22 juli 1989    | PSDI   |
|                           | Aristide Gunnella        | Aristide Gunnella (1931)             | Minister voor Regionale Zaken            | 28 juli 1987    | 13 april 1988   | PRI    |
|                           | Giovanni Prandini        | Giovanni Prandini (1940–2018)        | Minister voor de Koopvaardij             | 28 juli 1987    | 13 april 1988   | DC     |
|                           | Luigi Granelli           | Luigi Granelli (1929–1999)           | Minister voor Staats- deelnemingen       | 28 juli 1987    | 13 april 1988   | DC     |
|                           | Rosa Russo Iervolino     | Rosa Russo Iervolino (1936)          | Minister voor Welzijn                    | 28 juli 1987    | 28 juni 1992    | DC     |
|                           | Carlo Tognoli            | Carlo Tognoli (1938–2011)            | Minister voor Steden- bouwkunde          | 28 juli 1987    | 22 juli 1989    | PSI    |
|                           | Antonio Ruberti          | Antonio Ruberti (1927–2000)          | Minister voor Wetenschaps- beleid        | 28 juli 1987    | 28 juni 1992    | PSI    |
|                           | Remo Gaspari             | Remo Gaspari (1921–2011)             | Minister voor Nood- toestanden           | 28 juli 1987    | 13 april 1988   | DC     |

De Gasperi II · De Gasperi III · De Gasperi IV · De Gasperi V · De Gasperi VI · De Gasperi VII · De Gasperi VIII · Pella · Fanfani I · Scelba · Segni I · Zoli · Fanfani II · Segni II · Tambroni · Fanfani III · Fanfani IV · Leone I · Moro I · Moro II · Moro III · Leone II · Rumor I · Rumor II · Rumor III · Colombo · Andreotti I · Andreotti II · Rumor IV · Rumor V · Moro IV · Moro V · Andreotti III · Andreotti IV · Andreotti V · Cossiga I · Cossiga II · Forlani · Spadolini I · Spadolini II · Fanfani V · Craxi I · Craxi II · Fanfani VI · Goria · De Mita · Andreotti VI · Andreotti VII · Amato I · Ciampi · Berlusconi I · Dini · Prodi I · D'Alema I · D'Alema II · Amato II · Berlusconi II · Berlusconi III · Prodi II · Berlusconi IV · Monti · Letta · Renzi · Gentiloni · Conte I · Conte II · Draghi · Meloni